# عقد 830
عقد 830 هو عقد امتد بين 1 يناير 830 و31 ديسمبر 839 بحسب التقويم الميلادي. سبقه عقد 820 ولحقه عقد 840.

## أحداث
- معركة عمورية (838)
- معركة أنزن (838)

## مواليد
- أبو إبراهيم أحمد بن محمد بن الأغلب (835)
- كونراد الثاني، كونت أوكسار (835)
- أحمد المستعين بالله (831)
- يحيى بن عمر بن يوسف الكناني (837)
- ابن دريد (837)
- جحظة البرمكي (839)
- ابن خزيمة (838)
- أبو جعفر محمد المنتصر بالله (836)
- الحسن بن علي الأطروش (839)
- أحمد بن يوسف البغدادي (835)
- إبراهيم بن أحمد الشيباني الرياضي (838)

## وفيات
- محمد بن إدريس الثاني (836)
- الحجاج بن يوسف بن مطر (833)
- حنظلة البادغيسي (834)
- إبراهيم بن المهدي (839)
- أبو محمد زيادة الله بن إبراهيم (838)
- محمد الجواد (835)
- يعقوب (830)
- عبد الملك بن هشام (834)
- سيكارد من بينيفينتو (839)
- إبراهيم النظام (835)
- روبرت الثالث دي فورمس (834)

## كتب
- Yves Denis Papin (1998). Chronologie de l'histoire ancienne. Lieu de publication non identifié: Éditions Jean-paul Gisserot. ISBN:2-87747-346-5. OCLC:40746926. مؤرشف من الأصل في 2022-03-16.
- موسوعة حضارة العالم (2002) لأحمد محمد عوف.

## روابط خارجية
- تصفح سنة بسنة عقد 830 على موقع onthisday.com
- تصفح سنة بسنة عقد 830 ابتداءً من سنة عقد 830 على موقع المكتبة الوطنية الفرنسية